# Albert Mathieu
Albert Mathieu (Seilles, 9 oktober 1917 - 24 mei 1982) was een Belgisch senator.

## Levensloop
Albert Mathieu werd lid van de communistische partij in mei 1936. Hij was van 1965 tot 1968 provincieraadslid voor de provincie Luik.
In 1968 werd hij verkozen tot communistisch senator voor het arrondissement Hoei-Borgworm. Hij vervulde dit mandaat tot in 1971 en was hiermee een van de laatste communistische parlementsleden in België.
Na die datum is vooralsnog niets over hem te vinden. Zoals veel andere communistische mandatarissen, verdween hij in de anonimiteit.

## Bron
- DACOB, Archief en Bibliotheek voor de studie van het communisme, Brussel (http://www.dacob.be)